# بیور (کمون)
بیور (به فرانسوی: Beaudignies) یک کمون (فرانسه) در فرانسه است که در canton of Le Quesnoy-Est واقع شده‌است. بیور ۷٫۹۲ کیلومتر مربع مساحت دارد ۹۹ متر بالاتر از سطح دریا واقع شده‌است.